# Wallace Hayes
Wallace D. Hayes (ca. 1919 — 2 de março de 2001) foi um engenheiro mecânico estadunidense.

## Publicações selecionadas
- Physics of Shock Waves (1967)
- Inviscid Flows (1966)
- Hypersonic Flow Theory (1959)
- Hypersonic Flow Theory (1966)
- Gasdynamic Discontinuities (1960)
- Inviscid Flows (1967)
- Linearized Supersonic Flows (1947)
- On Supersonic Similitude (1947)
- Linear Supersonic Flow (1947)
- Gasdynamic Discontinuities (1947)